# Instituto Nacional de Desarrollo de los Pueblos Andinos, Amazónicos y Afroperuano
El Instituto Nacional de Desarrollo de Pueblo Andinos, Amazónicos y Afroperuano (INDEPA) es un órgano adscrito al Viceministerio de Interculturalidad del Ministerio de Cultura del Perú. Sus funciones son las de proponer y supervisar el cumplimiento de las políticas nacionales a favor de los Pueblos Andinos, Amazónicos y Afroperuano, coordinar con los Gobiernos Regionales y Locales la ejecución de proyectos y programas dirigidos a la promoción, investigación, defensa, afirmación de los derechos y desarrollo con identidad de los Pueblos Andinos, Pueblos Amazónicos y Pueblo Afroperuano. Fue creado mediante Ley N.º 28495, durante el gobierno de Alejandro Toledo Manrique.

## Antecedentes
Poco después del inicio del gobierno, Toledo creó la Comisión Nacional de Pueblos Andinos, Amazónicos y Afroperuanos (Conapa), el 5 de octubre de 2001, como un organismo gubernamental que, según sus propios estatutos, debería propiciar el desarrollo y la integración de los pueblos en extrema pobreza. En esta comisión, se nombró a la entonces primera dama Eliane Karp como presidenta honoraria. La agencia tuvo la intención de establecer una agenda de desarrollo para las comunidades indígenas, proporcionar una representación de los intereses indígenas en el gobierno, y abrir el camino para rescatar la multiculturalidad y hacer reformas constitucionales. Según Karp, CONAPA se creó con el objetivo de ser "mesa de diálogo y prevención de conflictos con representación paritaria de representantes indígenas y delegados de todos los ministerios."
Algunos críticos vieron la propia creación de la Comisión como un paso atrás para los indígenas peruanos, teniendo en cuenta su liderazgo por una persona sin un lugar oficial en el gobierno en lugar de una cabeza de Ministerio. La comisión también absorbió la antigua SETAI (Oficina de Asuntos Indígenas). Posteriormente, Karp renunció a la CONAPA, que fue reestructurado posteriormente como INDEPA, formalizándolo como un instituto nacional en lugar de una comisión.